# شهرستان کریتندن (آرکانزاس)
شهرستان کریتندن، آرکانزاس (به انگلیسی: Crittenden County, Arkansas) شهرستانی در ایالات متحده آمریکا است که در آرکانزاس واقع شده‌است.

## خصوصیات
شهرستان کریتندن ۱٬۶۴۷٫۲۴ کیلومترمربع مساحت دارد.